# Hundertwassers Regentag
Pour plus de détails, voir Fiche technique et Distribution.
Hundertwassers Regentag est un film documentaire allemand réalisé par Peter Schamoni, sorti en 1972.

## Synopsis
Le documentaire suit l’artiste Friedensreich Hundertwasser et présente sa manière de travailler, ses partis pris artistiques et ses convictions personnelles. Au début du film, Hundertwasser est étendu sur un bloc de glace, près de son moulin dans la région de Waldviertel, à Vienne. De l’eau coule sous la glace et Hundertwasser confie être fasciné par cet élément de la nature. Il s’est d’ailleurs acheté un bateau trois années auparavant et l’a baptisé Regentag. Son souhait est de se retirer sur l’eau à bord de ce bateau.
Hundertwasser revient sur son parcours  en tant que peintre. Au départ, personne ne veut de ses peintures, ne serait-ce que comme cadeaux. Plus tard, il parvient à tirer un peu d’argent de son travail. La demande finit toutefois par augmenter et s’accompagne d’une hausse des prix de ses réalisations, sans que l’artiste ne fasse quoi que ce soit pour cela. Avec le temps, la demande devient même supérieure au nombre d’œuvres réalisées par Hundertwasser – qui considère ses quelque 700 créations comme une petite production – et il en vient à faire des estampes, en toujours plus grande quantité. 
Est également présenté dans ce documentaire le rapport d’Hundertwasser à l’architecture. Selon lui, chaque être humain a trois peaux : l’épiderme, les vêtements et l’architecture. Dans ce dernier domaine, Hundertwasser rejette catégoriquement les lignes droites et les angles ; il préfère les bâtiments faits d’éléments organiques, comme la mousse ou la moisissure. Comme il lui est impossible d’appliquer ses idées architectoniques à Vienne, qui rejette toute tentative de créativité, ils les laissent s’exprimer dans l’art. Les spirales, qui symbolisent le commencement de la vie, les clochers à bulbe, les clôtures et les bouches sont les motifs récurrents de l’artiste. Ses œuvres semblent tout droit sorties d’un rêve : souvent, après avoir achevé une œuvre, Hundertwasser ne parvient plus à saisir en détail le sens exact de ce qu’il a reproduit. Il souligne l’importance de la couleur dans son travail et décrit un jour de pluie maussade comme étant un jour idéal : c’est dans ces conditions qu’il peut travailler car, selon lui, seuls les jours de pluie nous font voir les couleurs de ce qui nous entoure. Il affirme qu’à la lumière du soleil, on ne remarque que les contrastes. Ceci explique qu’il préfère les œuvres colorées des peintres du Nord aux peintures riches en contrastes, mais peu colorées, des peintres du Sud.
Son rapport compliqué aux êtres humains est également au centre du documentaire. Hundertwasser entretient en effet un rapport complexe aux femmes – dans le film, Doris Kunstmann est à ses côtés. L’artiste se décrit lui-même comme un homme fragile et dit préférer la solitude à la société, qui le prend pour un excentrique et un révolutionnaire. Sa mère, qui est la seule personne de sa famille ayant survécu à la période du national-socialisme, peint elle-aussi. Hundertwasser aime sa façon « primitive » de peindre : elle parvient à exprimer des choses qu’il ne peut plus exprimer lui-même en tant qu’artiste « intellectuel ». Il lui parle de l’état de son bateau : après plusieurs transformations, le Regentag, peint suivant les inspirations de son propriétaire, peut prendre la mer. Pour l’artiste, il n’y a plus aucune frontière sur la mer, rien que l’horizon. C’est ce à quoi l’on peut se raccrocher – le reste doit être inventé, également et surtout à travers les œuvres.

## Fiche technique
- Réalisation : Peter Schamoni

## Réalisation
Hundertwassers Regentag a été tourné entre 1969 et 1971, à Vienne - dans la maison de l’artiste située dans les bois - mais aussi à Venise et dans ses environs ainsi qu’à Rovinj. Les images du documentaire sont accompagnées des commentaires de Friedensreich Hundertwasser. Par endroits, le documentaire est également ponctué d’images de peintures, qui permettent au spectateur d’avoir un aperçu des motifs emblématiques et des réalisations du peintre. Les trucages sont l’œuvre de Peter Rosenwanger.
Dans le film, on peut entendre les chansons Glaub nicht an das Winkelmaß und wohn in einem runden Haus et Wie a Hund, de Arik Brauer.
Hundertwassers Regentag est sorti en version longue et en version courte de 22 minutes. C’est avec ce documentaire que la société de production et de distribution allemande Constantin a accompagné la sortie du long-métrage Daddy, de Niki de Saint Phalle et de Peter Whitehead. 

## Critique
La critique a encensé le documentaire : « Peter Schamoni a filmé un portrait complet d’Hundertwasser. Le monde magique et composite de Friedensreich raconté dans un film en couleurs… 45 minutes d’espoir et d’évasion. » A également été remarqué le travail de réalisation, notamment le plan du bateau en Vénétie : « Ces séquences - avec le bateau qui glisse sur l’eau, filmé depuis la rive, derrière les arbres - ont un charme merveilleux et authentique. Elles sont belles, mais il s’agit d’une beauté particulière ; elles procurent de l’émotion autant qu’elles transmettent de la joie. Un rêve qui devient réalité. Une « success story » qui a vraiment eu lieu », s’émerveillent Hilde Spiel et le journal allemand FAZ. 

## Récompenses
Hundertwassers Regentag a reçu le prix du meilleur court-métrage en 1972 lors du Prix du film allemand. 
Le film a officiellement concouru pour la République fédérale d’Allemagne au Festival de Cannes en 1972, dans la catégorie Courts-métrages. 
En 1973, Hundertwassers Regentag a été nommé aux Oscars dans la catégorie Meilleur court-métrage documentaire. 